# 乡会桥站
乡会桥站是位于云南省建水县西庄镇的一个铁路车站，邮政编码654311。车站建于1936年，轨距1000mm，有蒙宝铁路经过该站，曾经办理客运及货运业务，拥有两条侧线和一条正线，现在仅有一条正线。临安-团山旅游列车会在此站单向停靠，并且停靠点在原站台稍微靠向雨过铺站方向新修的供旅游列车停靠的专用站台，因建水旅游小火车属于脱网售票运行，所以现不办理正式客货运业务，车站及其上下行区间均未电气化。车站距离蒙自站99公里，距离宝秀站43公里，隶属昆明铁路局，原为四等站。
截止2022年8月，该站停靠建水古城小火车（临安-团山）2列，分别为10:00到/10:20开、15:30到/15:50开。